# Бушмени
Бушмените (познати също като Хве Хое, Басарва, или Сан), са етническа група хора в Южна Африка и съседните Ботсуана и Намибия, живеещи в пустинята Калахари, те влизат в койсанската група и са свързани с Койкой. Нямайки собствено колективно наименование за себе си като етническа група в нито един от техните езици, които всички включват цъкащи съгласни, те се идентифицират по групи с имена като Джу/’хоанси и !Кунг (препинателните знаци представят различни цъкания). Бушмените са живели в Южна Африка (и вероятно други части на Африка) от около 20 000 години. Заедно с пигмеите от Централна Африка, бушмените се смятат за възможен корен или източник на женското ДНК потекло – т.нар. Митохондриална Ева.
Бушменската култура е традиционно на ловци-събирачи, с хората, живеещи във временни дървени подслони в околна среда, изпълнена с трудности. При лов бушмените използват жестомимична система за комуникация.

## Сан
Терминът „Сан“ в исторически план е използван за чернокожите от техните етнически родственици и исторически съперници Хойхой. Той означава аутсайдер в езика на хойхой Нама и е бил унизителен. Антропологът Хенри Харпендинг казва, че „в Калахари (думата) „сан“ носи целия товар (заряд), който (думата) „чернилка (чернокож човек)“ (nigger, nigga) има в Америка.“ По тази причина някои от тази група все още предпочитат да се наричат бушмени. Мненията по въпроса, дали терминът бушмен е подходящ, се различават, като се вземе предвид, че и той понякога се разглежда като пейоративен.
В Южна Африка, терминът „сан“ е станал предпочитан в официален контекст. Например в националния герб има двама бушмени и националният девиз е също на сега изчезналия /Хам език, който е бил говорен от някои от бушмените (Виж Национален герб на ЮАР). Ангола няма официално название на бушмените, но те са наричани понякога бушмени, кванхала или боскиманос (португалската дума за бушмен). Нито Замбия, нито Зимбабве имат официални наименования, въпреки че последните понякога използват понятията амасили и батва. В Ботсуана официално използвания термин е Басарва , въпреки че басарва, название от езика Цвана, също има отрицателни конотации.

## Релокация и преследване от властта
От средата на 90-те години на миналия век централното правителство на Ботсуана се опитва да изнесе бушмените от резервата „Централна Калахари“, въпреки че националната конституция гарантира на хората вечното право да живеят там. Резерватът е първоначално създаден през 1961 г., за да пази 5000 бушмени, живеещи там, които били преследвани от фермери и говедарски племена. Позицията на правителството е, че е прекалено скъпо да се осигурят дори такива основни неща като медицинско обслужване и училища, независимо от съществуващите печалби от туризъм за резервата. То е забранило лова с огнестрелно оръжие в резервата и е обявило, че бушмените застрашават екологията на резервата. Други обаче твърдят, че правителството възнамерява да изпразни района (с площ, подобна на тази на Дания) за доходния туристически бизнес и за диамантени мини. През октомври 2005 („Дейли Телеграф“, Лондон, 29 октомври 2005) правителството е възобновило политиката си на изтласкване на бушмените от техните земи в резервата „Централна Калахари“, използвайки въоръжена полиция и заплахи с насилие и смърт. Много от недоброволно изселените бушмени живеят в мизерни преселнически лагери и прибягват до проституция, а 250 други остават или тайно са се завърнали в Калахари, за да възобновят независимия си начин на живот.
Групата като цяло почти няма глас в националната политика и не е една от племенните групи, признати от конституцията на Ботсуана. В продължение на поколения бушмените от Южна Африка са поглъщани от цветнокожото население, особено от подгрупата грикуа, която е говорещ африканс народ от предимно койсански произход, който има определени уникални културни белези, които ги отличават от останалите цветни.
Около 240 бушмени са завели съдебно дело срещу правителството за правото да се върнат в земите си. Делото все още се гледа в края на 2005 г. и още не е взето решение по него.

## В средствата за масова информация
Вниманието на западния свят е насочено към „бушмените от Калахари“ първоначално от южноафриканския автор Лауренс ван дер Пост с известната си книга „Изгубеният свят на Калахари“, по която Би Би Си заснема телевизионен сериал.
Кинокомедията на Джейми Юис от 1980 г. „Боговете сигурно са полудели“ показва първата среща на едно бушменско племе от Калахари с артефакт от външния свят (бутилка от Кока-Кола).